# Hillary Maiyo
Hillary Kipkorir Maiyo (ur. 2 października 1993) – kenijski lekkoatleta specjalizujący się w biegach średniodystansowych.

## Osiągnięcia
| Rok  | Impreza                     | Miejsce  | Konkurencja        | Pozycja    | Wynik   |
| ---- | --------------------------- | -------- | ------------------ | ---------- | ------- |
| 2010 | Mistrzostwa świata juniorów | Moncton  | bieg na 1500 m     | eliminacje | DQ      |
| 2010 | Mistrzostwa świata juniorów | Moncton  | sztafeta 4 x 400 m | eliminacje | 3:12,18 |
| 2011 | Mistrzostwa Afryki juniorów | Gaborone | bieg na 1500 m     | 1. miejsce | 3:35,43 |

## Rekordy życiowe
- Bieg na 1500 metrów – 3:35,20 (2015)